# Jean-Louis Marie Poiret
Jean-Louis Marie Poiret, född den 11 juni 1755 i Saint-Quentin, död den 7 april 1834 i Paris, var en fransk resande och naturforskare.
Poiret var katolsk präst, men lämnade sin tjänst och företog från 1785 vetenskapliga resor i Syd-Europa och Nord-Afrika och blev professor i naturhistoria vid École centrale i Aisne och sedan i Paris. 
Poiret var en skarpsynt iakttagare med omfattande lärdom och en talangfull skriftställare. Han blev medarbetare i Lamarcks stora Dictionnaire de botanique, i L'encyclopédie méthodique (1783 fl.) och utgav därav ensam band 5-13 (1804-17, slutet).
Han medverkade vidare i Dictionnaire des sciences naturelles, Dictionnaire des sciences médicales, skrev Voyage en Barbarie (1789), Lecons de flore, cours complet de botanique (3 band, 1789-20), Histoire philosophique, littéraire, économique des plantes usuelles de L'Europe (8 band, 1825-29) med mera.
Auktorsnamnet Poir. kan användas för Jean-Louis Marie Poiret i samband med ett vetenskapligt namn inom botaniken; se Wikipediaartiklar som länkar till auktorsnamnet.